# Bag-Hyldehøj

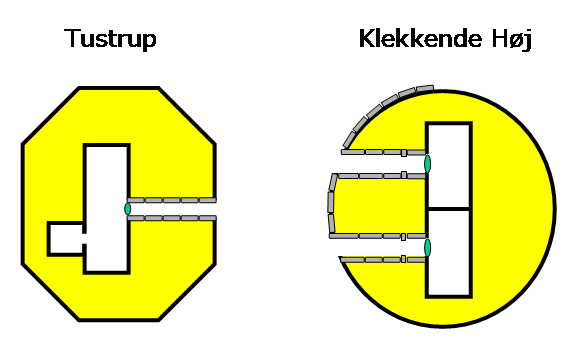
Der Grundriss des Bag-Hyldehøj ist ähnlich dem von Tustrup

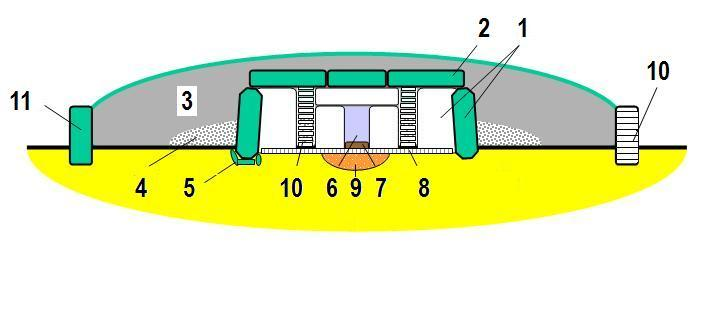
Schema Ganggrab (Querschnitt) 1=Tragstein, 2= Deckstein, 3=Erdhügel, 4=Dichtung, 5=Verkeilsteine, 6=Zugang, 7= Schwellenstein. 8=Bodenplatten, 9=Unterbodendepots, 10=Zwischenmauerwerk 11=Randsteine

Der Bag-Hyldehøj (auch Rødby Hyldehøj genannt) ist ein Ganggrab (dänisch Jættestue) mit einer der seltenen Nebenkammern. Nur 30 derartige Anlagen (von etwa 700 erhaltenen) findet man rund um den Limfjord, in Djursland, drei auf Seeland (z. B. Hørhøj) und zwei auf Lolland.
Der Bag-Hyldehøj liegt östlich von Rødbyhavn auf der dänischen Insel Lolland. Die Anlage der Trichterbecherkultur (TBK) stammt aus dem Neolithikum (3200–2800 v. Chr.) und ist eine Bauform jungsteinzeitlicher Megalithanlagen, die aus einer Kammer und einem baulich abgesetzten, lateralen Gang besteht. Die Form ist primär in Dänemark, Deutschland und Skandinavien sowie vereinzelt in Frankreich und den Niederlanden zu finden.

## Beschreibung
Der etwa 1,75 m hohe Rundhügel hat etwa 18,0 m Durchmesser. Im Hügel liegt eine etwa Ost-West orientierte, trapezoide Kammer mit 14 in situ befindlichen, teilweise einwärts geneigten, etwa 1,25 m hohen Tragsteinen, jedoch ohne Decksteine. Der Zugang kommt von Süden. Die Kammerlänge beträgt etwa 8,8 m, die Breite liegt bei 1,6 bzw. 2,2 m. Der außermittige Gang ist etwa 6,9 m lang und 0,95 bis 1,4 m breit und wird von 19 Tragsteinen gebildet, die 0,6 bis 0,8 m hoch sind. Die ungewöhnlich große, ovale Seitenkammer misst etwa 3,5 × 1,9 m und hat sechs Trag- und zwei Decksteine. Im Zugang befinden sich vier Schwellensteine.
In der Nähe befindet sich der Runenstein von Tågerup.